# Campeonato Europeo de Lucha de 2019
El LXX Campeonato Europeo de Lucha se celebró en Bucarest (Rumanía) entre el 8 y el 14 de abril de 2019 bajo la organización de United World Wrestling (UWW) y la Federación Rumana de Lucha.
Las competiciones se realizaron en la Sala Polivalentă de la capital rumana.

## Calendario
| C | Clasificación | F | Finales |

| Octubre de 2018 | Vi 12 | Sá 13 | Do 14 |
| --------------- | ----- | ----- | ----- |
| 55 kg           | C     | F     |       |
| 60 kg           |       | C     | F     |
| 63 kg           | C     | F     |       |
| 67 kg           |       | C     | F     |
| 72 kg           |       | C     | F     |
| 77 kg           | C     | F     |       |
| 82 kg           |       | C     | F     |
| 87 kg           | C     | F     |       |
| 97 kg           |       | C     | F     |
| 130 kg          | C     | F     |       |

| Octubre de 2019 | Lu 08 | Ma 09 | Mi 10 |
| --------------- | ----- | ----- | ----- |
| 57 kg           | C     | F     |       |
| 61 kg           |       | C     | F     |
| 65 kg           | C     | F     |       |
| 70 kg           | C     | F     |       |
| 74 kg           |       | C     | F     |
| 79 kg           | C     | F     |       |
| 86 kg           |       | C     | F     |
| 92 kg           |       | C     | F     |
| 97 kg           | C     | F     |       |
| 125 kg          |       | C     | F     |

| Octubre de 2019 | Mi 10 | Ju 11 | Vi 12 |
| --------------- | ----- | ----- | ----- |
| 50 kg           | C     | F     |       |
| 53 kg           |       | C     | F     |
| 55 kg           | C     | F     |       |
| 57 kg           |       | C     | F     |
| 59 kg           | C     | F     |       |
| 62 kg           |       | C     | F     |
| 65 kg           |       | C     | F     |
| 68 kg           | C     | F     |       |
| 72 kg           |       | C     | F     |
| 76 kg           | C     | F     |       |

## Medallistas

### Lucha grecorromana masculina
| Evento         | Oro                         | Plata                      | Bronce                                                    |
| -------------- | --------------------------- | -------------------------- | --------------------------------------------------------- |
| 55 kg (13.04)  | Vitali Kabaloyev · Rusia    | Florin Tița · Rumania      | Fabian Schmitt · Alemania · Eldəniz Əzizli · Azerbaiyán   |
| 60 kg (14.04)  | Victor Ciobanu Moldavia     | Serguei Yemelin · Rusia    | Lenur Temirov · Ucrania · Kerem Kamal · Turquía           |
| 63 kg (13.04)  | Stepan Marianian · Rusia    | Stig-André Berge · Noruega | Levan Kavzharadze Georgia Taleh Məmmədov Azerbaiyán       |
| 67 kg (14.04)  | Atakan Yüksel Turquía       | Gevorg Sahakyan · Polonia  | Karen Aslanian · Armenia · Artiom Surkov · Rusia          |
| 72 kg (14.04)  | Abuyazid Mantsigov · Rusia  | Cengiz Arslan Turquía      | Aik Mnatsakanian · Bulgaria · Dominik Etlinger · Croacia  |
| 77 kg (13.04)  | Roman Vlasov · Rusia        | Roland Schwarz · Alemania  | Viktor Nemeš Serbia Arsen Dzhulfalakian Armenia           |
| 82 kg (14.04)  | Rajbek Bisultanov Dinamarca | Lasha Gobadze Georgia      | Alexandr Komarov · Rusia · Emrah Kuş · Turquía            |
| 87 kg (13.04)  | Zhan Beleniuk · Ucrania     | İslam Abbasov Azerbaiyán   | Erik Szilvássy · Hungría · Denis Kudla · Alemania         |
| 97 kg (14.04)  | Musa Yevloyev · Rusia       | Kiril Milov Bulgaria       | Daigoro Timoncini · Italia · Matti Kuosmanen · Finlandia  |
| 130 kg (13.04) | Rıza Kayaalp Turquía        | Iakob Kadzhaia Georgia     | Serguei Semionov · Rusia · Alin Alexuc-Ciurariu · Rumania |

### Lucha libre masculina
| Evento         | Oro                           | Plata                            | Bronce                                                               |
| -------------- | ----------------------------- | -------------------------------- | -------------------------------------------------------------------- |
| 57 kg (19.04)  | Süleyman Atlı Turquía         | Muslim Sadulayev · Rusia         | Mahir Əmiraslanov Azerbaiyán Vladimir Egorov Macedonia del Norte     |
| 61 kg (10.04)  | Arsen Harutiunian Armenia     | Beka Lomtadze Georgia            | Randy Vock · Suiza · Recep Topal · Turquía                           |
| 65 kg (09.04)  | Hacı Əliyev Azerbaiyán        | Selahattin Kılıçsallayan Turquía | Vasyl Shuptar · Ucrania · Nachyn Kuular · Rusia                      |
| 70 kg (09.04)  | Mustafa Kaya Turquía          | Ağahüseyn Mustafayev Azerbaiyán  | Magomedrasul Gazimagomedov · Rusia · Magomedmurad Gadżijew · Polonia |
| 74 kg (10.04)  | Frank Chamizo · Italia        | Zelimkhan Khadjiev Francia       | Timur Bizhoyev · Rusia · Avtandil Kenchadze · Georgia                |
| 79 kg (09.04)  | Cəbrayıl Həsənov Azerbaiyán   | Ajmed Gadzhimagomedov · Rusia    | Muhammet Kotanoğlu Turquía Nika Kenchadze Georgia                    |
| 86 kg (10.04)  | Vladislav Valiyev · Rusia     | Piotr Ianulov Moldavia           | Fatih Erdin · Turquía · Ali Shabanau · Bielorrusia                   |
| 92 kg (10.04)  | Şərif Şərifov Azerbaiyán      | Zbigniew Baranowski · Polonia    | Irakli Mtsituri · Georgia · István Veréb · Hungría                   |
| 97 kg (09.04)  | Abdulrashid Sadulayev · Rusia | Aliaxandr Hushtyn · Bielorrusia  | Nurməhəmməd Hacıyev Azerbaiyán Elizbar Odikadze Georgia              |
| 125 kg (10.04) | Taha Akgül Turquía            | Gueno Petriashvili Georgia       | Anzor Jizriyev · Rusia · Olexandr Jotsianivsky · Ucrania             |

### Lucha libre femenina
| Evento        | Oro                      | Plata                               | Bronce                                                              |
| ------------- | ------------------------ | ----------------------------------- | ------------------------------------------------------------------- |
| 50 kg (11.04) | Oxana Livach · Ucrania   | Miglena Selishka Bulgaria           | Evin Demirhan · Turquía · Xeniya Stankevich · Bielorrusia           |
| 53 kg (12.04) | Stalvira Orshush · Rusia | Liliya Horishna · Ucrania           | Jessica Blaszka · Países Bajos · Vanesa Kaladzinskaya · Bielorrusia |
| 55 kg (11.04) | Iryna Husiak · Ucrania   | Evelina Nikolova Bulgaria           | Bediha Gün · Turquía · Andreea Ana · Rumania                        |
| 57 kg (12.04) | Emese Barka · Hungría    | Tetiana Kit · Ucrania               | Alyona Kolesnik Azerbaiyán Anastasia Nichita Moldavia               |
| 59 kg (11.04) | Biliana Dudova Bulgaria  | Svetlana Lipatova · Rusia           | Elmira Qəmbərova Azerbaiyán Elif Jale Yeşilırmak Turquía            |
| 62 kg (12.04) | Taibe Yusein Bulgaria    | Aurora Campagna · Italia            | Tatyana Omelçenko · Azerbaiyán · Marianna Sastin · Hungría          |
| 65 kg (12.04) | Elis Manolova Azerbaiyán | Kriszta Incze · Rumania             | Mariya Kuznetsova · Rusia · Petra Olli · Finlandia                  |
| 68 kg (11.04) | Ala Cherkasova · Ucrania | Adéla Hanzlíčková · República Checa | Anastasija Grigorjeva · Letonia · Jenny Fransson · Suecia           |
| 72 kg (12.04) | Alina Stadnyk · Ucrania  | Anna Schell · Alemania              | Tatiana Morozova · Rusia                                            |
| 76 kg (11.04) | Yasemin Adar Turquía     | Martina Kuenz · Austria             | Zsanett Németh · Hungría · Aline Rotter Focken · Alemania           |

1. ↑  En esta categoría solo se entregó una medalla de bronce debido al poco número de inscritas en la categoría.

## Medallero
| Núm. | País                | Oro | Plata | Bronce | Total |
| ---- | ------------------- | --- | ----- | ------ | ----- |
| 1    | Rusia               | 8   | 4     | 9      | 21    |
| 2    | Turquía             | 6   | 2     | 8      | 16    |
| 3    | Ucrania             | 5   | 2     | 3      | 10    |
| 4    | Azerbaiyán          | 4   | 2     | 7      | 13    |
| 5    | Bulgaria            | 2   | 3     | 1      | 6     |
| 6    | Italia              | 1   | 1     | 1      | 3     |
| 6    | Moldavia            | 1   | 1     | 1      | 3     |
| 8    | Hungría             | 1   | 0     | 4      | 5     |
| 9    | Armenia             | 1   | 0     | 2      | 3     |
| 10   | Dinamarca           | 1   | 0     | 0      | 1     |
| 11   | Georgia             | 0   | 4     | 5      | 9     |
| 12   | Alemania            | 0   | 2     | 3      | 5     |
| 13   | Rumania             | 0   | 2     | 2      | 4     |
| 14   | Polonia             | 0   | 2     | 1      | 3     |
| 15   | Bielorrusia         | 0   | 1     | 3      | 4     |
| 16   | Austria             | 0   | 1     | 0      | 1     |
| 16   | Francia             | 0   | 1     | 0      | 1     |
| 16   | Noruega             | 0   | 1     | 0      | 1     |
| 16   | República Checa     | 0   | 1     | 0      | 1     |
| 20   | Finlandia           | 0   | 0     | 2      | 2     |
| 21   | Croacia             | 0   | 0     | 1      | 1     |
| 21   | Letonia             | 0   | 0     | 1      | 1     |
| 21   | Macedonia del Norte | 0   | 0     | 1      | 1     |
| 21   | Países Bajos        | 0   | 0     | 1      | 1     |
| 21   | Serbia              | 0   | 0     | 1      | 1     |
| 21   | Suecia              | 0   | 0     | 1      | 1     |
| 21   | Suiza               | 0   | 0     | 1      | 1     |
|      | TOTAL               | 30  | 30    | 59     | 119   |